# Optimum de second rang
En économie, la théorie de l’optimum de second rang ou second best étudie, dans le cadre de l’économie du bien-être, la deuxième meilleure solution lorsque l’optimum (par exemple un optimum de Pareto) ne peut pas être atteint. Elle a été développée par Kelvin Lancaster et Richard Lipsey (en).
Un état de rendement social maximum doit satisfaire toute une série de conditions. Il est peu probable que toutes ces conditions soient concrètement remplies. En effet, les contraintes institutionnelles, la taxation de certains prix et le système fiscal introduisent des distorsions qui empêchent la réalisation d'un état de rendement social maximum.
On pourrait alors envisager une comparaison de ces états non optima en se basant sur le nombre de conditions qui ne sont pas respectées. Par exemple, si le nombre de marchés en situation de concurrence parfaite est supérieur dans l'état {\displaystyle E_{1}} que dans l'état {\displaystyle E_{2}}, on pourrait supposer que l'état {\displaystyle E_{1}} soit préférable à l'état {\displaystyle E_{2}} car il devrait être plus proche d'un état optimum. Cette hypothèse n'est malheureusement vérifiée que dans des cas très particuliers.
Lorsque l'état de rendement social maximum, ou optimum de premier rang, ne peut pas être obtenu, il faut chercher un optimum de second rang ("second best" en anglais). Prenons le cas d'une économie comprenant un seul consommateur et une seule fonction de production. Les conditions d'optimalité sont obtenues en maximisant l'utilité du consommateur sous les contraintes usuelles. Le lagrangien est :
{\displaystyle L=u(q_{1},q_{2},\ldots ,q_{m})+\sigma \varphi ({\hat {q}}_{1},{\hat {q}}_{2},\ldots ,{\hat {q}}_{m})+\sum _{j=1}^{m}\mu _{j}(q_{j}^{o}+{\hat {q}}_{j}-q_{j})}
où {\displaystyle q_{j}} sont les quantités consommées et {\displaystyle {\hat {q}}_{j}} les quantités produites des m biens ({\displaystyle j=1,\ldots ,m}).
On obtient, entre autres, les conditions suivantes :
{\displaystyle {\frac {\frac {\partial u}{\partial q_{j}}}{\frac {\partial u}{\partial q_{s}}}}={\frac {\varphi _{j}}{\varphi _{s}}}\qquad j,s=1,2,\ldots ,m}
Le taux marginal de substitution entre le bien j et le bien s doit être égal au taux de transformation des produits.
Supposons maintenant qu'une contrainte institutionnelle quelconque empêche d'obtenir cette égalité pour le premier bien. Cette contrainte peut être exprimée de la manière suivante:  
{\displaystyle {\frac {\partial u}{\partial q_{1}}}=u_{1}=k{\frac {\partial \varphi }{\partial {\hat {q}}_{1}}}=k\varphi _{1}\qquad k\neq -\sigma }
Il est alors impossible d'obtenir l'optimum de premier rang. Il faut donc calculer l'optimum de second rang en maximisant l'utilité sous cette contrainte supplémentaire. Le lagrangien devient:
{\displaystyle L=u(q_{1},q_{2},\ldots ,q_{m})+\sigma \varphi ({\hat {q}}_{1},{\hat {q}}_{2},\ldots ,{\hat {q}}_{m})+\sum _{j=1}^{m}\mu _{j}(q_{j}^{o}+{\hat {q}}_{j}-q_{j})+\gamma (u_{1}-k\varphi _{1})}
Des conditions de premier ordre :
{\displaystyle {\frac {\partial L}{\partial q_{j}}}={\frac {\partial u}{\partial q_{j}}}-\mu _{j}+\gamma {\frac {\partial u_{1}}{\partial q_{j}}}=0\qquad j=1,2,\ldots ,m}
{\displaystyle {\frac {\partial L}{\partial {\hat {q}}_{j}}}=\sigma \varphi _{j}+\mu _{j}-\gamma k{\frac {\partial \varphi _{1}}{\partial {\hat {q}}_{j}}}=0}
{\displaystyle {\frac {\partial L}{\partial \sigma }}=\varphi =0}
{\displaystyle {\frac {\partial L}{\partial \mu _{j}}}=q_{j}^{o}+{\hat {q}}_{j}-q_{j}=0}
{\displaystyle {\frac {\partial L}{\partial \gamma }}=u_{1}-k\varphi _{1}=0}
on tire les relations suivantes :
{\displaystyle {\frac {\frac {\partial u}{\partial q_{j}}}{\frac {\partial u}{\partial q_{s}}}}={\frac {\sigma \varphi _{j}+\gamma {\bigl [}{\frac {\partial u_{1}}{\partial q_{j}}}-k{\frac {\partial \varphi _{1}}{\partial {\hat {q}}_{j}}}{\bigr ]}}{\sigma \varphi _{s}+\gamma {\bigl [}{\frac {\partial u_{1}}{\partial q_{s}}}-k{\frac {\partial \varphi _{1}}{\partial {\hat {q}}_{s}}}{\bigr ]}}}\qquad j,s=1,2,\ldots ,m}
Si les fonctions d'utilité et de production sont additives, {\displaystyle \partial u_{1}/\partial q_{j}} et {\displaystyle \partial \varphi _{1}/\partial {\hat {q}}_{j}} sont égales à zéro pour {\displaystyle j\neq 1}. Dans ce cas, pour les biens de 2 à m on a les conditions suivantes :
{\displaystyle {\frac {\frac {\partial u}{\partial q_{j}}}{\frac {\partial u}{\partial q_{s}}}}={\frac {\varphi _{j}}{\varphi _{s}}}\qquad j,s=2,3,\ldots ,m}
qui sont identiques à celles obtenues pour l'optimum de premier rang. Introduire la concurrence parfaite dans un marché supplémentaire est une politique optimale lorsque les fonctions d'utilité et de production sont additives. En effet, on passe, par exemple, d'un optimum de troisième rang à un optimum de second rang qui est meilleur. Les politiques "partielles" ("piecemeal policies" en anglais) sont appropriées dans ce cas.
Lorsque les fonctions d'utilité ou de production n'ont pas cette forme particulière, les conditions de l'optimum de second rang sont différentes de celles de l'optimum de premier rang, pour tous les marchés. Dans ce cas, introduire la concurrence parfaite dans une branche supplémentaire peut conduire à un état de troisième rang. Les politiques économiques tendant à introduire graduellement la concurrence parfaite dans les différents marchés n'ont aucune justification théorique lorsque les fonctions d'utilité ou de production ne sont pas additives.

## Application aux systèmes de taxation
On peut satisfaire un optimum de Pareto dans une économie avec un secteur public en introduisant un impôt forfaitaire. Pour différentes raisons, les Etats utilisent d’autres systèmes de taxation. Il s’agit alors d’utiliser la théorie de l’optimum de second rang. La théorie de la taxation optimale étudie l’arbitrage entre efficience et équité dans les impôts directs et indirects. Les résultats obtenus dépendent souvent du modèle utilisé. Peter Diamond et Emmanuel Saez arrivent à la conclusion que, pour les impôts directs, le taux marginal de taxation doit être croissant et varier entre 48 % et 76 %.
Exemple
La théorie de la taxation optimale détermine de la manière suivante les taxes sur les biens de consommation. On suppose que le produit de la fiscalité indirecte doit être de B, afin de couvrir les besoins de l'État. Soient {\displaystyle t_{j}} les taxes (spécifiques) et {\displaystyle q_{j}} les biens de consommation ({\displaystyle j=1,2,\ldots ,c}). La recette fiscale est alors {\displaystyle \sum t_{j}q_{j}} et elle doit être égale à B. Les prix des producteurs ({\displaystyle r_{j}}) et les taux de salaire {\displaystyle w_{i}\ (i=1,2,\ldots ,h)} sont fixes. Les prix payés par les consommateurs sont {\displaystyle p_{j}=r_{j}+t_{j}}. La contrainte budgétaire du consommateur i est alors:
{\displaystyle \sum _{j=1}^{c}p_{j}q_{ij}=w_{i}T_{i}\qquad (i=1,2,\ldots ,h)}
où {\displaystyle T_{i}} sont les heures de travail.
On désire calculer les taxes {\displaystyle t_{j}} qui maximisent la fonction d'utilité sociale {\displaystyle W(v_{1},v_{2},\ldots ,v_{h})} où {\displaystyle v_{i}(p_{1},p_{2},\ldots ,p_{c},w_{i})} est la fonction d'utilité indirecte du consommateur i, sous la contrainte donnée par la somme que l'État doit se procurer. Calculer les taxes {\displaystyle t_{j}} revient à fixer les prix {\displaystyle p_{j}} payés par les consommateurs. On prendra alors cette variable sans toutefois oublier que les taxes dépendent de ces prix. Le lagrangien :
{\displaystyle {\mathcal {L}}=W(v_{1},v_{2},\ldots ,v_{h})+\sigma [\sum _{j=1}^{c}t_{j}(\sum _{i=1}^{h}q_{ij})-B]}
conduit, entre autres, aux conditions de premier ordre suivantes :
{\displaystyle {\frac {\partial {\mathcal {L}}}{\partial p_{s}}}=\sum _{i}{\frac {\partial W}{\partial v_{i}}}{\frac {\partial v_{i}}{\partial p_{s}}}+\sigma (q_{s}+\sum _{j}t_{j}\sum _{i}{\frac {\partial q_{ij}}{\partial p_{s}}})=0\qquad s=1,2,\ldots ,c}
L'identité de Roy nous permet d'écrire {\displaystyle \partial v_{i}/\partial p_{s}=-q_{is}\lambda _{i}} où {\displaystyle \lambda _{i}} est l'utilité marginale du revenu.
Les conditions ci-dessus deviennent alors, en utilisant aussi la relation de Slutsky :
{\displaystyle \sum _{i}{\frac {\partial W}{\partial v_{i}}}q_{is}\lambda _{i}=\sigma [q_{s}+\sum _{j}t_{j}\sum _{i}(K_{js}^{i}-{\frac {\partial q_{ij}}{\partial y_{i}}})]}
Soit
{\displaystyle b_{i}={\frac {\partial W}{\partial v_{i}}}{\frac {\lambda _{i}}{\sigma }}+\sum _{j}t_{j}{\frac {\partial q_{ij}}{\partial y_{i}}}={\frac {\mu _{i}}{\sigma }}+{\frac {\partial B}{\partial y_{i}}}}
l'utilité marginale nette de la société pour le revenu de l'individu i (mesurée en termes de recette fiscale). On peut écrire :
{\displaystyle {\frac {\sum _{j}t_{j}\sum _{i}K_{js}^{i}}{q_{s}}}=-{\bigl [}1-\sum _{i}b_{i}{\bigl (}{\frac {q_{is}}{q_{s}}}{\bigr )}{\bigr ]}\qquad s=1,2,\ldots ,c}
Si les effets croisés sont nuls, {\displaystyle K_{js}^{i}=0} pour {\displaystyle j\neq s} et alors on voit que, toutes choses égales par ailleurs, la taxe sera plus faible si l'élasticité-prix ou l'utilité marginale nette de la société sont fortes.